# 湯本跨線橋
湯本跨線橋（ゆもとこせんきょう）は福島県いわき市常磐湯本町にある跨線橋である。

## 概要
JR常磐線湯本駅の北側にあり、福島県道14号いわき石川線を通す。現在かかる跨線橋は2代目であり、都市計画道路三函台山線の一部として建設された。福島県道20号いわき上三坂小野線（旧国道6号）、湯本川、常磐線をまたぎ、県道20号とはループ状のアクセス道路で結ばれている。全長は126m。

## 歴史
もともとは湯本駅の西側に広がる市街地を通る当時の国道6号（現在の福島県道56号常磐勿来線）が湯本川を挟んで東側に付け替えられた際に国道と市街地を結ぶために設置された踏切道路であり、八仙踏切という箇所であった。道路は湯本川を八仙橋で渡り国道6号に接続していた。しかし当時の湯本駅は常磐炭田から産出される石炭の積出基地として機能しており、旅客列車だけでなく貨物列車や入替用の機関車がひっきりなしに移動していたため駅南側の石畑踏切とともに交通渋滞が慢性的に発生する開かずの踏切として不評を買っていた。そのため1958年から踏切の立体化が検討されていたが、常磐線と国道6号の間に湯本川が流れ、更に国道の東側には丘陵地がすぐ迫っている地形のため調整が難航した。1961年11月に踏切道改良促進法が施行されることになったため、1960年に福島県と当時の常磐市によって計画が策定された。しかし一部町内会が炭鉱労働者の通り道から外れてしまうために位置変更の請願を行うなど地元住民との折衝が難航しており、踏切の早期改良のため国道6号側から建設を進めていたが湯本市街地での反対運動のため進捗できないでいた。その後、近隣の品川白煉瓦の工場が市街地での公害発生の懸念から移転することとなったため、跡地を道路用地として取得し市街地側の接続部を当初計画よりも南にすることで住民側と1964年4月に合意、全長111m、幅員13mの跨線橋が建設され、1965年11月に計画から2年遅れで開通した。
地元では八仙立体橋とも呼ばれ、付近には新常磐交通立体橋バス停が設置されており、いわき湯本温泉への道路交通の玄関口として機能していた。しかしながら丘陵地と湯本川に挟まれた狭い土地で国道6号と接続するために、本線である国道6号に短い加速車線で右側合分流する立体交差となり一般的な左側合流に比べ交通事故の危険性があった。また、丘陵地の東側に国道6号常磐バイパス、国道49号平バイパスが建設され、周辺に21世紀の森公園が整備され、新興住宅地の草木台が造成されたため、当地と湯本市街地を結ぶ市道の浅貝トンネル周辺の渋滞が慢性化してきていた。更に当トンネルと湯本跨線橋の老朽化も進んできたことから湯本跨線橋の架替えと新たなトンネルの掘削を含めた都市計画道路三函台山線の整備を2006年度から開始し、2016年7月に2代目となる現在の湯本跨線橋が開通した。なお、旧湯本跨線橋は解体が進められており、また踏切時代の遺構である八仙橋も平成初期に河川改修のため姿を消した。

## 周辺
- いわき湯本温泉
- いわき市石炭・化石館
- JR常磐線湯本駅